# Edward Douglass White senior

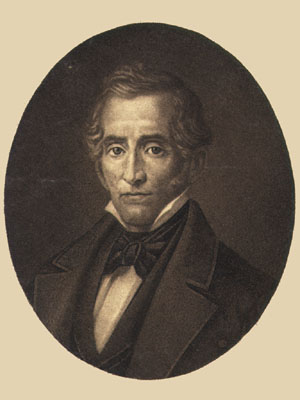
Edward Douglass White

Edward Douglass White senior (* 3. März 1795 im Maury County, Südwest-Territorium; † 18. April 1847 in New Orleans, Louisiana) war ein US-amerikanischer Politiker und von 1835 bis 1839 Gouverneur des Bundesstaates Louisiana. Er war außerdem Abgeordneter im US-Repräsentantenhaus.

## Frühe Jahre und politischer Aufstieg
Bereits im Jahr 1799 kam Edward White mit seinem Vater, dem vormaligen Kongressdelegierten James White in das heutige St. Martin Parish in Louisiana. Dort besuchte er die öffentlichen Schulen. Dann kehrte er nach Tennessee zurück, wo er bis 1815 an der damaligen University of Nashville studierte. Nach einem anschließenden Jurastudium begann er in Donaldsonville als Rechtsanwalt zu arbeiten.
Zwischen 1825 und 1828 war White Richter an einem städtischen Gericht in New Orleans. Zwischen 1829 und 1834 vertrat er seinen Bundesstaat im US-Repräsentantenhaus in Washington. Am 7. Juli 1834 wurde er als Kandidat der Whig Party zum Gouverneur seines Staates gewählt. Daraufhin legte er sein Mandat im Kongress nieder.

## Gouverneur von Louisiana
White trat sein neues Amt am 2. Februar als Nachfolger von André Bienvenu Roman an, der vier Jahre später auch sein Nachfolger werden sollte. In seiner vierjährigen Amtszeit wurde in einigen Städten des Staates die mit Gas betriebene Straßenbeleuchtung eingeführt. Damals wurden das Medical College of Louisiana gegründet und Einfuhrzölle auf Zucker erlassen. Dadurch sollte die einheimische Zuckerindustrie geschützt werden. Seit 1837 wurde auch Louisiana von der damaligen Wirtschaftskrise erfasst.

## Weiterer Lebenslauf
Whites Amtszeit endete am 4. Februar 1839. Danach wurde er für zwei Legislaturperioden nochmals als Abgeordneter in den Kongress gewählt. Dort war er zwischen dem 4. März 1839 und dem 3. März 1843. Danach arbeitete er als Rechtsanwalt und Pflanzer. Edward White senior starb im Jahr 1847. Mit seiner Frau Catharine Sidney Ringgold hatte er fünf Kinder, darunter den Sohn Edward Jr., der zwischen 1891 und 1894 US-Senator und von 1910 bis 1921 Oberster Bundesrichter der USA wurde.